# Dolce piccolo mio fiore
Dolce piccolo mio fiore, pubblicato nel 1995, è un album del cantautore Marco Ferradini.

## Tracce
1. Cantina – 4:45
2. Adesso Che – 5:32
3. Angela – 4:09
4. Per Solidarietà – 5:01
5. Jean e Paul – 5:25
6. Dolce Piccolo Fiore – 4:23
7. Se Tu – 5:00
8. Letto in Riva al Mare – 4:47
9. Dentro di Te – 5:03
10. Senza Te – 3:57

## Formazione
- Marco Ferradini – voce, cori
- Massimo Luca – chitarra acustica
- Tato Grieco – tastiera, cori
- Max Giangole – batteria
- Angelo Pusceddu – percussioni
- Paolo Gialdi – basso
- Fabio Treves – armonica
- Toni Puccio, Silvio Pozzoli – cori